# Marijke Arijs
Marijke Arijs (Antwerpen, 1961) is literair vertaalster, journaliste en schrijfster.

## Loopbaan
Marijke Arijs studeerde aan het Hoger Instituut voor Vertalers en Tolken in Antwerpen en aan de Universidad Complutense in Madrid.
Sinds 1992 recenseert ze Franse, Spaanse, Italiaanse en Portugese literatuur voor De Standaard. Van haar hand verschenen onder meer vertalingen van Franstalige auteurs als Françoise Sagan, Eric-Emmanuel Schmitt, Olivier Rolin, Colette, Yannick Grannec, Colombe Schneck en Patrick Modiano en Spaanstalige auteurs als Juan Carlos Onetti, Eduardo Halfon, Selva Almada en Antonio Orejudo. Ze is de vaste vertaalster van Amélie Nothomb, zette de memoires van prins Charles-Joseph de Ligne om in het Nederlands en vertaalde de bewerking van Lazarillo de Tormes van Fernando Fernán Gómez voor theater. In 1995 publiceerde ze In een dorpje van La Mancha en in 2018 De hoed van Federico, een reeks reisverhalen over literair Spanje. Ze was jurylid voor de Prijs der Nederlandse Letteren in 2007 en voor de Libris Literatuur Prijs in 2011. Ze gaf seminaries literair vertalen aan de Katholieke Universiteit Leuven, voor de postacademische vertaalopleiding Vertalen op Europees niveau, en is docent aan de Universiteit Antwerpen en de Vertalersvakschool in Antwerpen en Amsterdam.
In 2010 werd ze bekroond met de Prix de la traduction littéraire de la communauté française. 

### Belangrijkste vertalingen
- Selva Almada: Dode meisjes (Sp. Chicas muertas)
- Selva Almada: Niet zomaar een rivier (Sp. No es un río)
- Colette Braeckman e.a.: De medialeugen
- Colette: Mijmeren op nieuwjaarsdag (Fr. Rêverie de nouvel an)
- Ségolène Dargnies: Piano ostinato (Fr. Piano ostinato)
- Pierre Drieu La Rochelle: Dwaallicht (Fr. Le Feu follet)
- Roger-Pol Droit: 101 alledaagse filosofische avonturen (Fr. 101 expériences de philosophie quotidienne)
- Marguerite Duras: Eden Cinema (L’Eden Cinéma)
- Elise Fontenaille: De jongen die vliegtuigen jatte (Fr. Le garçon qui volait des avions)
- Yannick Grannec: De godin van de kleine overwinningen (La Déesse des petites victoires), genomineerd voor de Euregio Literatuurprijs 2015
- Nancy Huston: Volte face (Fr. La virevolte)
- Eduardo Halfon: Deuntje (Sp. Canción)
- Eduardo Halfon: Saturnus (Sp. Saturno)
- Eduardo Halfon: Tarantula (Sp. Tarántula)
- Pablo Katchadjian: Wat te doen? (Qué hacer?)
- Lazarillo de Tormes: bewerking van Fernando Fernán Gómez
- François Lelord: De reis van Hector of De zoektocht naar het geluk (Fr. Le Voyage d’Hector ou la recherche du bonheur)
- Charles-Joseph de Ligne: De charmeur van Europa
- Charles-Joseph de Ligne: Memoires
- Charles-Joseph de Ligne: Brieven aan de markiezin de Coigny (Lettres à la marquise de Coigny)
- Sylvie Neeman: Het jongetje en de wereld  (Fr. Le petit bonhomme et le monde)
- Patrick Modiano: De kleine ballerina (Fr. Catherine Certitude)
- Amélie Nothomb: Filippica´s (Fr. Les Catilinaires)
- Amélie Nothomb: Peplos (Fr. Péplum)
- Amélie Nothomb: Aanslag op de goede smaak (Fr. Attentat), samen met Hans E. van Riemsdijk
- Amélie Nothomb: De spiegel van Mercurius (Fr. Mercure)
- Amélie Nothomb: Met angst en beven (Fr. Stupeur et tremblements)
- Amélie Nothomb: Gods ingewanden (Fr. Métaphysique des tubes)
- Amélie Nothomb: Cosmetica van de vijand (Fr. Cosmétique de l’ennemi)
- Amélie Nothomb: Plectrude (Fr. Plectrude)
- Amélie Nothomb: Antichrista (Fr. Antéchrista)
- Amélie Nothomb: De hongerheldin (Fr. Biographie de la faim)
- Amélie Nothomb: Zwavelzuur (Fr. Acide sulfurique)
- Amélie Nothomb: Dagboek van Zwaluw (Fr. Journal d’Hirondelle)
- Amélie Nothomb: De verloofde van Sado (Fr. Ni d’Eve ni d’Adam)
- Amélie Nothomb: Champagne! (Fr. Le fait du prince)
- Amélie Nothomb: De winterreis (Fr. Le Voyage d’hiver)
- Amélie Nothomb: Vadermoord (Fr. Tuer le père)
- Amélie Nothomb: Riket met de kuif (Fr. Riquet à la houppe)
- Amélie Nothomb: Het doorboorde hart (Fr. Frappe-toi le coeur)
- Amélie Nothomb: Wie liefheeft wint (Fr. Les prénoms épicènes)
- Amélie Nothomb: Dorst (Fr. Soif)
- Amélie Nothomb: Luchtschepen (Fr. Les aérostats)
- Amélie Nothomb: Bloedlijn (Fr. Premier sang)
- Juan Carlos Onetti: Voor een graf zonder naam (Sp. Para una tumba sin nombre)
- Antonio Orejudo: Over de voordelen van treinreizen (Ventajas de viajar en tren)
- Érik Orsenna: Twee zomers (Fr. Deux étés)
- Marc Petit: De Reuzendwerg (Fr. Le Nain Géant)
- André Rogge: Het riool van België (Fr. Les égouts du royaume)
- Olivier Rolin: Onherbergzame jaren. Port Soedan (Fr. Port Soudan)
- Françoise Sagan: Een korte pijn (Fr. Un chagrin de passage)
- Françoise Sagan: De verloren spiegel (Fr. Le miroir égaré)
- Eric-Emmanuel Schmitt: Adolf H. Twee levens (Fr. La part de l'autre)
- Colombe Schneck: Salomé (La réparation)
- Colombe Schneck: De Parijse trilogie (Dix-sept ans, La tendresse du crawl, Deux petites bourgeoises)
- Alice Zeniter: Op een zondagochtend (Sombre dimanche)
- Alice Zeniter: De kunst van het verliezen (L'art de perdre)

### Eigen werk
- In een dorpje van La Mancha... Don Quijote achterna, Manteau-Meulenhoff, 1995.
- Naar een sacralisering van het minnespel. De mystieke wegen van Suzanne Lilar , 1996
- De hoed van Federico - Highlights en hotspots van literair Spanje, uitgeverij Kleine Uil, 2018

- Gemeinsame Normdatei: 1240629192
- International Standard Name Identifier: 0000 0003 6918 8243
- Nederlandse Thesaurus van Auteursnamen: 120965933
- Virtual International Authority File: 261977378
- WorldCat: E39PBJx8yXQk83X37JxJv6rwmd